# 関西人
関西人（かんさいじん）は、関西（近畿地方）在住、関西にルーツがある、あるいは出身の人。俗に言う関西地方は東京・関東地方との違いによって特に東京一極集中による東京の文芸やメディアによく取り上げられ、以下のようなステレオタイプが形成されている。

## ステレオタイプな関西人像
ステレオタイプな関西人の特徴には以下のようなものがあるが、その多くは偏見である。大阪弁#役割語としての大阪弁も参照。
- 食通、食いしん坊[1]
  - こなもん好きで、たこ焼きやお好み焼きを好んで食べる。
    - なお、1世帯当たりの年間小麦粉購入数量や小麦粉購入金額が日本一の都市は、西日本の都市ではなく、長野市と前橋市である（2009年度）[2]。
- 派手好き[1]
  - 女性（特に中年女性）のアニマル柄ファッション、飴ちゃんの愛好
    - 実際にはアニマル柄ファッションの着用率は東京圏と阪神圏で大差はないが、阪神圏ではコートやスパッツなど目立つ部分にアニマル柄を取り入れる人が多いため、東京圏よりもアニマル柄の人が多いように感じられるのだという[3]。

ステレオタイプに翻弄される東京在住関西人の心情を歌にした種浦マサオの「関西人 in Tokyo」（「イングリッシュマン・イン・ニューヨーク」〈スティング〉のカバー）では、大阪出身でなくてもステレオタイプ的な大阪出身者で括られる、巨人ファンでも阪神ファンで括られる、しゃべりに自信がなくても面白い人で括られる、などの悲哀を歌っている。

## 近代以前
現在のステレオタイプな関西人像の多くは、直接的には江戸時代における上方と江戸の町人文化の対比に端を発し、江戸時代後期には相当完成されていたと日本語学者の金水敏は分析している。
ただし、当時は上方者に対して「怖い」というイメージはなく、喧嘩っ早い江戸っ子に比べて、むしろ気が長くて柔弱であるとされていた。
戦国時代の風俗・人情を記した地誌『人国記』では、洗練で雅やかであり、世渡り上手であると評している。
一方で、誑かしで欲心深いとも評しているが、この性質は関東人にも当てはまると記されている。
また、人国記は日本各地の令制国に対して毒舌であり、好意的に評価された国が少ないことにも注意する必要がある。